# 林郁方
林 郁方（りん いくほう、1951年〈民国40年〉3月15日 - ）は台湾の政治家（中国国民党所属）。元立法委員。

## 略歴
- 淡江大学英文系学士
- 淡江大学米国研究所修士（1980年）
- バージニア大学国際政治学博士（1989年）
- 淡江大学国際事務戦略研究所所長（1991年 - 1995年）
- フルブライト・プログラム学者
- 行政院国家建設班講座
- 三軍大学戦争学院講座
- 行政院大陸委員会諮問委員
- 公共電視準備委員会委員
- 中華総儲郵務工会会務顧問
- 新党立法院党団召集人
- 親民党団幹事長
- 第3代立法委員（1996年 - 1999年）
- 第5代立法委員（2002年 - 2005年）
- 第6代立法委員
- 第7代立法委員
- 第8代立法委員
- 中華民国第1・2代国防報告書共同執筆者
- 中華軍史学会理事
- 台北市医師公会顧問
- 中医師公会全国連合会顧問
- 台北市警察之友会顧問[1][2][3]